# Abraham Klein (arbitre)
Pour les articles homonymes, voir Abraham Klein et Klein.
Abraham Klein (en hébreu אברהם קליין) né le 29 mars 1934 à Timişoara (Roumanie) et mort le 14 avril 2025, est un arbitre israélien de football.
Abraham Klein est issu d'une famille juive hongroise. Son père était un footballeur du MTK Hungária FC. Il émigre en Israël en octobre 1948.
Débutant en 1958, il devient arbitre international en 1964 jusqu’en 1982. 

## Carrière
Il a officié dans des compétitions majeures :
- JO 1968 (2 matchs)
- Coupe du monde de football de 1970 (1 match)
- Coupe de l'Indépendance du Brésil (finale)
- JO 1976 (2 matchs)
- Coupe du monde de football de 1978 (3 matchs)
- Coupe intercontinentale 1980
- Coupe du monde de football de 1982 (1 match)